# دانيال براداستشيا
دانيال براداستشيا (بالإيطالية: Daniel Bradaschia)‏ (2 مارس 1989 في إيطاليا - ) هو لاعب كرة قدم إيطالي في مركز الهجوم. شارك مع منتخب إيطاليا تحت 17 سنة لكرة القدم ومنتخب إيطاليا تحت 18 سنة لكرة القدم. أما مع النوادي، فقد لعب مع نادي أودينيزي ونادي تريستينا ونادي تريفيزو ونادي كوبر ونادي لوميتساني ونادي تارانتو 1927 وUS Darfo Boario SSD ‏ وUC AlbinoLeffe ‏.